# Лодине
Лодине (итал. Lodine) — коммуна в Италии, располагается в регионе Сардиния, в провинции Нуоро.
Население составляет 408 человек (2008 г.), плотность населения составляет 53 чел./км². Занимает площадь 8 км². Почтовый индекс — 8020. Телефонный код — 0784.
Покровителем коммуны почитается святой Георгий Победоносец, празднование 23 апреля.

## Демография
Динамика населения:

## Администрация коммуны
- Официальный сайт: